# Valsusa (vino)
Il Valsusa è un vino DOC la cui produzione è consentita nei comuni di Almese, Borgone di Susa, Bruzolo, Bussoleno, Caprie, Chianocco, Chiomonte, Condove, Exilles, Giaglione, Gravere, Mattie, Meana di Susa, Mompantero, Rubiana, San Didero, San Giorio di Susa, Susa e Villar Focchiardo, nella città metropolitana di Torino. I vigneti sono tipicamente posti su terreni rocciosi in altipiani naturali e terrazzamenti artificiali.

## Storia
La viticoltura della Valsusa ebbe origine in epoca pre-romana: vi sono testimonianze in tal senso nel sito archeologico della  Maddalena. Intorno all'anno mille vi erano terreni coltivati col vitigno Avanà a Chiomonte, nella regione Segneur.

## Tecniche produttive
Deve essere prodotto a partire da uve Avanà, Barbera, Dolcetto, Neretta cuneese da sole o congiuntamente per almeno il 60%; possono venire utilizzati altri vitigni iscritti fino al 40%

## Tipologie
Il Valsusa può essere commercializzato in due tipologie:

### Valsusa rosso
Presenta colore  rosso  rubino e ha profumo  vinoso, caratteristico  di  frutti  di  bosco  e  ciliegie  selvatiche. Di moderata acidità, con tannini poco marcati.

#### Caratteristiche organolettiche
- colore rosso rubino più o meno intenso, talvolta con riflessi aranciati.
- odore intenso, caratteristico, vinoso, con evidenti note fruttate.
- sapore asciutto, armonico, acidulo, moderatamente tannico, talvolta con lieve sapore di legno.
- titolo alcolometrico minimo 11,0
- acidità totale minima 5,0 g/l
- estratto secco minimo 20,0 g/l.

### Valsusa rosso novello
Di bassa gradazione e scarsa tannicità, presenta  spiccato  profumo  di  ciliegia  e frutti  di  bosco, variabile a seconda degli uvaggi utilizzati e della percentuale di macerazione carbonica.

#### Caratteristiche organolettiche
- colore rosso rubino più o meno intenso.
- odore intenso, caratteristico, con evidenti note fruttate
- sapore armonico, acidulo, moderatamente tannico
- titolo alcolometrico minimo 11,0
- acidità totale minima 5,0 g/l
- estratto secco minimo 19,0 g/l.

## Abbinamenti consigliati
Ottimo con stracotti, carni in umido, carni bianche alla cacciatora.